# 설혜선
설혜선은 대한민국의 뮤지컬 배우이다.

## 주요 출연작

### 뮤지컬
- 화려한 휴가 (2010년)